# Gaudinia
Gaudinia es un género de plantas herbáceas de la familia de las poáceas. Es originario del Mediterráneo y de las Azores.

## Descripción
Son planta anuales. Hojas con vaina de márgenes libres; lígula corta, truncada, membranosa; limbo plano. Inflorescencia espiciforme, generalmente laxa, dística, con raquis excavado, desarticulándose por encima de las espiguillas en la madurez. Espiguillas sentadas, generalmente solitarias, más largas que los artejos del raquis, con 2-8 flores hermafroditas y no articuladas con la raquilla. Glumas más cortas que las flores, con nervios bien marcados; la inferior con 1-5 nervios; la superior con 4-11 nervios. Raquilla glabra. Lema lanceolada, papirácea, con margen membranoso y 7-9 nervios, aguda o bidentada, mútica o con arista dorsal más o menos retorcida. Pálea más corta que la lema, con 2 quillas, bidentada. Lodículas biobadas. Ovario con ápice hirsuto. Cariopsis fusiforme, ligeramente surcada, apendiculada. Hilo puntiforme.

## Taxonomía
El género fue descrito por Ambroise Marie François Joseph Palisot de Beauvois y publicado en Essai d'une Nouvelle Agrostographie 95, 164. 1812. La especie tipo es: Gaudinia fragilis
Etimología
El género fue nombrado en honor de Jean François Aimée Gottlieb Philippe Gaudin (1776–1833), sacerdote suizo y profesor honorario de botánica en Lausana.
Citología
Número de la base del cromosoma, x = 7. 2n = 14 (y 14 +1). 2 ploid. Cromosomas "grandes".

## Especies
| - Gaudinia affinis - Gaudinia avenacea - Gaudinia bicolor - Gaudinia biebersteinii - Gaudinia biloba - Gaudinia castellana - Gaudinia coarctata - Gaudinia colorata - Gaudinia conferta - Gaudinia eriantha - Gaudinia filiformis - Gaudinia fragilis - Gaudinia geminiflora - Gaudinia gracilescens | - Gaudinia hispanica - Gaudinia maroccana - Gaudinia multiculmis - Gaudinia neglecta - Gaudinia orientalis - Gaudinia pallida - Gaudinia planiculmis - Gaudinia pluriflora - Gaudinia pubiglumis - Gaudinia rigida - Gaudinia stenostachya - Gaudinia tenuis - Gaudinia todaroi - Gaudinia valdesii |